# Club Independiente Petrolero
Maillots
Le Club Independiente Petrolero couramment appelé Independiente Petrolero est un club bolivien de football basé à Sucre.
Le club comprend également une section de football féminin, et une section volleyball (masculin et féminin).

## Histoire
En 1932, des joueurs exclus du club San Francisco de La Recoleta forment un nouveau club, pour montrer leur indépendance ils le nomment Independiente Sporting Club. Le club commence avec les couleurs jaune et rouge, en hommage au drapeau de l'Espagne.
En 1935, le club se renomme Club Independiente Petrolero et change ses couleurs, d'abord le gris et le rouge puis quelques années plus tard le gris est remplacé par le blanc en hommage à la ville de Sucre.
Le club joue la première fois en première division bolivienne en 1972, puis trois autres périodes en 1975 et 1976, de 1981 à 1983 et de 1990 à 2003.
En 1998, le club termine à la 4e place et obtient la qualification pour la Copa CONMEBOL 1999 où il sera éliminé au premier tour par les Argentins de Talleres, futurs vainqueurs de la compétition.
En 2021, après dix-sept ans d'absence, l'Independiente Petrolero revient en première division après son titre de vice-champion de la Copa Simón Bolívar (le deuxième niveau en Bolivie). Dès son retour en première division le club remporte son premier titre de champion de Bolivie.

## Palmarès
| Compétitions nationales                           |
| ------------------------------------------------- |
| - Championnat de Bolivie (1) : - Champion : 2021. |

## Rivalités
Le club entretient une rivalité avec Stormers Sporting Club, un autre club de Sucre avec qui il partage le stade olympique Patria, le derby s'appelle El Clásico Chuquisaqueño. Plus récemment un nouveau derby est né avec l'Universitario de Sucre.
Lorsque l'Independiente Petrolero rencontre le Chaco Petrolero (en) on parle du Clásico refinero.